# Stibasoma fulviventre
Stibasoma fulviventre är en tvåvingeart som beskrevs av Krober 1931. Stibasoma fulviventre ingår i släktet Stibasoma och familjen bromsar. Inga underarter finns listade i Catalogue of Life.